# Kids' Choice Awards 2022
La 34ª edizione dei Kids' Choice Awards si è svolta il 9 aprile 2022 presso il Barker Hangar di Santa Monica ed è stata condotta da Miranda Cosgrove e Rob Gronkowski. L'edizione è stata trasmessa in diretta per la televisione da Nickelodeon USA e dalle altre reti televisive di Paramount Global.
L'edizione ha visto trionfare per la terza volta di fila i BTS come "Miglior gruppo musicale". Spider-Man: No Way Home e High School Musical: The Musical: La serie hanno vinto il maggior numero di premi: a pari merito hanno vinto 4 Blimp Award.
Sul palco della premiazione si sono esibiti Jack Harlow con i brani "Nail Tech", "Industry Baby" e "First Class" e Kid Cudi con "Stars in the Sky" e "Pursuit of Happiness (Steve Aoki Remix)".
Per via delle precauzioni per la pandemia di Covid-19, dal 2019, questa è stata la prima edizione col pubblico dal vivo.
Sebbene fosse scelta come candidata, JoJo Siwa non è stata invitata alla cerimonia, a causa di alcune divergenze della celebrità con l'emittente.
All'evento sono state mostrate in anteprima alcune scene dei film Paws of Fury: The Legend of Hank e DC League of Super-Pets e di un episodio delle serie Danger Force e iCarly.

## Candidature USA
In grassetto sono evidenziati i vincitori.

### Televisione

#### Serie TV per ragazzi preferita
- High School Musical: The Musical: La serie
- Hai paura del buio?
- Danger Force
- A casa di Raven
- That Girl Lay Lay
- Il club delle babysitter

#### Serie TV per famiglie preferita
- iCarly
- Cobra Kai
- The Flash
- Loki
- WandaVision
- Young Sheldon

#### Attore televisivo preferito (Ragazzi)
- Joshua Bassett – High School Musical: The Musical: La serie
- Raphael Alejandro – Summer Camp
- Cooper Barnes – Danger Force
- Luca Luhan – Danger Force
- Young Dylan – Tyler Perry's Young Dylan
- Bryce Gheisar – The Astronauts e Hai paura del buio?

#### Attore televisivo preferito (Famiglie)
- Tom Hiddleston – Loki
- Iain Armitage – Young Sheldon
- Nathan Kress – iCarly
- Jerry Trainor – iCarly
- Ralph Macchio – Cobra Kai
- Jeremy Renner – Hawkeye

#### Attrice televisiva preferita (Ragazzi)
- Olivia Rodrigo – High School Musical: The Musical: La serie
- Sofia Wylie – High School Musical: The Musical: La serie
- Malia Baker – Il club delle babysitter e Hai paura del buio?
- Havan Flores – Danger Force
- Raven-Symoné – A casa di Raven
- That Girl Lay Lay – That Girl Lay Lay

#### Attrice televisiva preferita (Famiglie)
- Miranda Cosgrove – iCarly
- Peyton List – Cobra Kai
- Mary Mouser – Cobra Kai
- Elizabeth Olsen – WandaVisionWandaVision
- Yara Shahidi – Black-ishBlack-ish e Grown-ishGrown-ish
- Hailee Steinfeld – Hawkeye

#### Reality Show preferito
- America's Got Talent
- American Idol
- Kids Baking Championship
- Lego Masters
- Il cantante mascherato USA
- Wipeout

#### Serie animata preferita
- SpongeBob
- Jurassic World - Nuove avventure
- Looney Tunes Cartoons
- Teen Titans Go!
- A casa dei Loud
- I Puffi

### Cinema

#### Film preferito
- Spider-Man: No Way Home, regia di Jon Watts
- Cenerentola (Cinderella), regia di Kay Cannon
- Clifford - Il grande cane rosso (Clifford the Big Red Dog), regia di Walt Becker
- Jungle Cruise, regia di Jaume Collet-Serra
- Space Jam: New Legends (Space Jam: A New Legacy), regia di Malcolm D. Lee
- Tom & Jerry, regia di Tim Story

#### Attore cinematografico preferito
- Tom Holland – Spider-Man: No Way Home
- John Cena – Fast & Furious 9 - The Fast Saga
- Vin Diesel – Fast & Furious 9 - The Fast Saga
- LeBron James – Space Jam: New Legends
- Dwayne Johnson – Jungle Cruise e Red Notice
- Ryan Reynolds – Free Guy e Red Notice

#### Attrice cinematografica preferita
- Zendaya – Spider-Man: No Way Home
- Emily Blunt – Jungle Cruise
- Camila Cabello – Cenerentola
- Scarlett Johansson – Black Widow
- Angelina Jolie – EternalsEternals
- Emma Stone – CrudeliaCrudelia

#### Film d'animazione preferito
- Encanto, regia di Byron Howard, Jared Bush e Charise Castro Smith
- Luca, regia di Enrico Casarosa
- Baby Boss 2 - Affari di famiglia (The Boss Baby: Family Business), regia di Tom McGrath
- Sing 2 - Sempre più forte (Sing 2), regia di Garth Jennings
- SpongeBob - Amici in fuga (The SpongeBob Movie: Sponge on the Run), regia di Tim Hill
- PAW Patrol - Il film (PAW Patrol: The Movie), regia di Cal Brunker

#### Voce in un film d'animazione preferita
- Scarlett Johansson – Sing 2 - Sempre più forte
- Reese Witherspoon – Sing 2 - Sempre più forte
- Awkwafina – SpongeBob - Amici in fuga e Raya e l'ultimo drago
- Tom Kenny – SpongeBob - Amici in fuga
- Keanu Reeves – SpongeBob - Amici in fuga
- Charlize Theron – La famiglia Addams 2

### Musica

#### Cantante femminile preferita
- Ariana Grande
- Adele
- Cardi B
- Billie Eilish
- Lady Gaga
- Taylor Swift

#### Cantante maschile preferito
- Ed Sheeran
- Justin Bieber
- Drake
- Bruno Mars
- Shawn Mendes
- The Weeknd

#### Gruppo musicale preferito
- BTS
- Black Eyed Peas
- Florida Georgia Line
- Jonas Brothers
- Maroon 5
- Migos

#### Collaborazione musicale preferita
- Stay – The Kid Laroi e Justin Bieber
- Beautiful Mistakes – Maroon 5 (featuring Megan Thee Stallion)
- Best Friend – Saweetie (featuring Doja Cat)
- Leave Before You Love Me – Marshmello e Jonas Brothers
- Rumors – Lizzo (featuring Cardi B)
- Save Your Tears – The Weeknd e Ariana Grande

#### Canzone preferita
- Happier than Ever – Billie Eilish
- Easy on Me – Adele
- Up – Cardi B
- Bad Habits – Ed Sheeran
- All Too Well (Taylor's Version) – Taylor Swift
- Take My Breath – The Weeknd

#### Album preferito
- Happier than Ever – Billie Eilish
- 30 – Adele
- Justice – Justin Bieber
- Certified Lover Boy – Drake
- Fearless (Taylor's Version) – Taylor Swift
- Red (Taylor's Version) – Taylor Swift

#### Celebrità musicale dei social preferito
- Dixie D'Amelio
- JoJo Siwa
- Johnny Orlando
- Addison Rae
- That Girl Lay Lay
- Oliver Tree

#### Celebrità musicale mondiale preferito
- Adele (Regno Unito)
- BTS (Asia)
- Camilo (Sud America)
- Olivia Rodrigo (Nord America)
- Rosalía (Europa)
- Tems (Africa)
- Tones and I (Australia)

### Sport

#### Celebrità sportiva femminile preferita
- Chloe Kim
- Sasha Banks
- Simone Biles
- Naomi Ōsaka
- Candace Parker
- Serena Williams

#### Celebrità sportiva maschile preferita
- Tom Brady
- Stephen Curry
- LeBron James
- Patrick Mahomes
- Cristiano Ronaldo
- Shaun White

### Miscellanea

#### Migliore creatrice di contenuti
- Charli D'Amelio
- Addison Rae
- Emma Chamberlain
- Kids Diana Show
- Lexi Rivera
- Miranda Sings

#### MIgliore creatore di contenuti
- MrBeast
- Austin Creed
- Ninja
- Ryan's World
- Spencer X
- Unspeakable

#### Videogioco preferito
- Minecraft
- Just Dance 2022
- Mario Party Superstars
- Brookhaven (minigioco di Roblox)

## Candidature internazionali
I vincitori sono indicati in grassetto.

### Italia

#### Cantante preferito
- AKA 7even
- Alfa
- Deddy
- Elodie
- Sangiovanni

#### Celebrità dei social preferita
- Alessia Lanza
- Ambra Cotti
- Captain Blazer
- Giulia Sara Salemi
- Michelle Cavallaro

#### Celebrità comica preferita
- Mattia Stanga
- Khaby Lame
- Kiro Ebra
- LolloBarollo
- Rametta

### Africa

#### Celebrità preferita
- Makhadzi
- Focalistic
- Major League DJz
- Pitso Mosimane
- Tems

#### Influencer bambino preferito
- Sbahle Mzizi
- Adaeze Onuigbo
- Masaka Kids Africana
- Sassy Taylor Morrison
- Uncle Vinny
- Witney Ramabulana

### Australia e Nuova Zelanda

#### Leggenda dell'anno
- Savannah Clarke - Now United
- Sam Kerr
- Calvin & Kaison
- Georgie Stone
- Josh Giddey

### Belgio

#### Celebrità preferita
- Camille
- Axel Witsel
- Lost Frequencies
- Stromae

### Belgio e Paesi Bassi

#### Famiglia preferita
- Plas
- Asporaat
- Flex
- Janzen
- Planckaert

### Paesi Bassi

#### Celebrità preferita
- Max Verstappen
- Emma Heesters
- Freek Vonk
- Nesim el Ahmadi
- Tabitha

### Brasile

#### Artista preferito
- Juliette
- Luccas Abreu
- Pequena Lo
- Virginia
- Enaldinho
- Boca Rosa

#### Celebrità preferita
- Anitta
- Manu Gavassi
- Vitor Kley
- Dilsinho
- Zé Felipe
- Agnes Nunes

### Germania, Austria e Svizzera

#### Bambinone preferito
- Julien Bam
- Matthias Schweighöfer
- Deine Freunde
- Freshtorge

#### Cantante preferito
- Lena
- Lea
- Luna
- Mark Forster
- Nico Santos
- Zoe Wees

#### Calciatore preferito
- Lea Schüller
- Christopher Nkunku
- Florian Wirtz
- Jude Bellingham
- Laura Freigang
- Nicole Billa

#### Canzone preferita
- Girls like Us – Zoe Wees
- Blau – Luna
- Faded Love – Leony
- Stark – Sarah Connor

#### Celebrità dei social media preferita
- Younes Zarou
- julesboringlife
- Karim Jamal
- Nic Kaufmann
- Tina Neumann
- Twenty4Tim

#### Squadra preferita
- Elevator Boys (Elevator Mansion)
- Gewitter im Kopf
- Rocket Beans
- Spotlight Cast

### Medio Oriente e Nordafrica

#### Celebrità preferita
- Anasala Family
- AboFlah
- Issam Alnajjar
- Noor Stars

### Polonia

#### Celebrità preferita
- Sanah
- Daria Zawiałow
- Dawid Kwiatkowski
- Natalia Szroeder
- Roxie Węgiel

#### Influencer preferito
- Kinga Sawczuk
- Cookie Mint
- Maria Jeleniewska
- Mela Modela
- Twins Style

### Portogallo

#### Celebrità su Internet preferita
- Inês Teixeira
- Constanza Ariza
- Teresa Bonvalot
- Tiago Leitão

### Romania

#### Celebrità preferita
- Cătălin Ionuț
- Antonio Pican
- Iuliana Beregoi
- Louis Florea

### Spagna

#### Artista preferito
- Alexity
- David Rees
- Melani
- Samantha

#### Influencer preferito
- Indy
- Lu
- Silvia Sánchez
- Marru

### Ungheria

#### Celebrità preferita
- Dorci Pap
- Fanni Illés
- Kristóf Milák
- Zóra Palkovics